# Here (Alicia Keys)
Here è il sesto album in studio della cantante statunitense Alicia Keys, pubblicato il 4 novembre 2016 dalla RCA Records.
L'album è divenuto il settimo progetto consecutivo della cantautrice a esordire alla prima posizione della US R&B/Hip-Hop Albums.

## Descrizione
Registrato presso Jungle City Studios e agli Oven Studios di New York, Alicia Keys descrive il processo di composizione: 
«La musica per questo album è stata creata così velocemente, la più veloce che io abbia mai creato prima. Era come se piovesse ogni notte, come se stesse uscendo una tempesta di musica. È stato pazzesco perché non ho mai sperimentato la creazione in quel modo; sono arrivata già sapendo di cosa volevo iniziare a parlare. Conoscevo gli argomenti che volevo affrontare e sapevo chi volevo riunire per aiutarmi a creare questo viaggio sonoro e lirico molto potente. Abbiamo fatto probabilmente 30 canzoni in 10 giorni».
L'album esce quattro anni dopo il successo di Girl on Fire e la gravidanza della cantautrice, portando un nuovo palinsesto musicale che tinge dal contemporary R&B, soul, gospel e hip hop. Le tematiche affrontate sono attinenti alla situazione politica e sociale degli Stati Uniti d'America, con particolare riferimento alla comunità afroamericana e delle famiglie miste formatesi dopo gli anni duemila.
I temi si esprimono anche grazie alle collaborazioni al progetto che vedono artisti come Pharrell Williams, Swizz Beatz, ASAP Rocky, Emeli Sandé e Edie Brickell.

## Promozione
Nel maggio 2016 rilascia il singolo In Common senza dare informazioni sul futuro sviluppo di un progetto discografico, sebbene si esibisca in alcuni talk show americani, incluso il Saturday Night Live. La cantautrice rivela solamente ad ottobre dello stesso anno il nuovo progetto musicale in concomitanza con la pubblicazione del singolo Blended Family (What You Do for Love) in collaborazione con ASAP Rocky.
Il 9 ottobre 2016 tiene a Times Square il concerto gratuito denominato Here in Times Square promosso da Tidal, il marchio di cosmesi Olay e il sindaco di New York e trasmesso dall'ente televisivo BET. Durante la performance Alicia Keys introduce le tracce del nuovo progetto discografico con i suoi più gradi successi internazionali, portando sul palco anche altri artisti tra cui Q-Tip, Nas, John Mayer e il rapper Jay-Z con la collaborazione Empire State of Mind. L'album viene pubblicato tramite la RCA Records il giorno successivo.

## Accoglienza
| Recensione      | Giudizio |
| --------------- | -------- |
| Metacritic      | 76/100   |
| NME             |          |
| Rolling Stone   |          |
| The Guardian    |          |
| Pitchfork       |          |
| The Independent |          |

Accolto positivamente dalla critica musicale, Here viene recensito dalla rivista Rolling Stone come un album «Grintoso, Eclettico, Politico» definendo dal punto di vista musicale un approccio tendente al soul degli anni '70 con influenze dell'hip-hop newyorchese, sotto una rimaneggiata «Frenetica ma coerente».
Andy Gill, critica per The Independent, ha elogiato la scrittura e la musicalità della Keys, considerandola «Fondata su una percezione melodica quasi magnetica». In Vibe, Robert Christgau ha acclamato l'album come il miglior disco di Keys dal suo debutto Songs in A Minor, ritenendolo «progetto grezzo e politico», elogiando la presenza del produttore Swizz Beatz e della sua introduzione dell'hip-hop nel soul della Keys. Nick Levine della NME ha apprezzato l'approccio giovanile della cantautrice, sottolineando il fatto che esprime sia la sua dimensione interiore guardando all'esterno, soprattutto alle lotte sociali.
Alcuni recensori risultano meno entusiasti del sesto progetto discografico della cantautrice. Andy Kellman di AllMusic ha osservato energia e convinzione nella performance della Keys, ma frettolosamente fatta, da risultare «vuota e grezza», attribuendo però questo a «il livello di energia rinvigorita di Alicia Keys e la necessità di espellere semplicemente le idee, piuttosto che perfezionarle». Pitchfork ha applaudito la sperimentazione musicale e la gamma della cantante, ma ha trovato i testi poco avvincenti, probabilmente per «farci comprendere poco chi è Alicia Keys ora».

## Tracce
1. The Beginning (Interlude) – 1:04 (Alicia Keys)
2. The Gospel – 3:01 (Alicia Keys, Swizz Beatz, RZA, Inspectah Deck, Raekwon, Sean Martin)
3. Pawn It All – 3:10 (Alicia Keys, Swizz Beatz, Mark Batson, Harold Lilly)
4. Elaine Brown (Interlude) – 0:50 (Alicia Keys)
5. Kill Your Mama – 2:40 (Alicia Keys, Emeli Sandé)
6. She Don't Really Care / 1 Luv – 6:07 (Alicia Keys, Swizz Beatz, Roy Ayers, Edwin Birdsong, Walter Booker, Q-Tip, Ali Shaheed Muhammad, Charles Stepney, William Allen, Tyrone Johnson)
7. Elevate (Interlude) – 0:48 (Alicia Keys)
8. Illusion of Bliss – 5:23 (Alicia Keys, Swizz Beatz, Harold Lilly, Mark Batson)
9. Blended Family (What You Do for Love) (feat. ASAP Rocky) – 3:33 (Alicia Keys, Tish Hyman, ASAP Rocky, Edie Brickell, Brandon Aly, John Bush, Brad Houser, Kenneth Withrow, Dave Cuncio)
10. Work on It – 3:34 (Alicia Keys, Pharrell Williams)
11. Cocoa Butter (Cross & Pic Interlude) – 0:59 (Alicia Keys)
12. Girl Can't Be Herself – 2:39 (Alicia Keys, Mark Batson, Harold Lilly, Sean Martin)
13. You Glow (Interlude) – 0:25 (Alicia Keys)
14. More Than We Know – 4:35 (Alicia Keys, Mark Batson, Harold Lilly)
15. Where Do We Begin Now – 2:47 (Alicia Keys, Mark Batson, Harold Lilly, Sean Martin, Tish Hyman)
16. Holy War – 4:22 (Alicia Keys, Billy Walsh, Illangelo)

Tracce bonus nell'edizione deluxe
1. Hallelujah – 3:09 (Alicia Keys, Jimmy Napes)
2. In Common – 3:29 (Alicia Keys, Taylor Parks, Illangelo, Billy Walsh)

## Classifiche
| Classifica (2016) | Posizione massima |
| ----------------- | ----------------- |
| Australia         | 14                |
| Austria           | 22                |
| Belgio (Fiandre)  | 12                |
| Belgio (Vallonia) | 22                |
| Canada            | 10                |
| Francia           | 20                |
| Germania          | 14                |
| Irlanda           | 27                |
| Italia            | 14                |
| Norvegia          | 16                |
| Nuova Zelanda     | 24                |
| Paesi Bassi       | 12                |
| Portogallo        | 13                |
| Regno Unito       | 21                |
| Spagna            | 15                |
| Stati Uniti       | 2                 |
| Svezia            | 21                |
| Svizzera          | 5                 |